# Zlati rog
Zlati rog (grško: Χρυσοκερας [Hrisokeras] – Zlati rog, turško:  Haliç [Halič] (iz arabskega الخليج‎ [al-hakidž] - zaliv) ali Altin Boynuz - Zlati rog), ozek zaliv na evropski strani vhoda v Bosporski preliv, ki deli stari in novi del Carigrada. Zaliv je dobro naravno pristanišče, ki je več tisočletij dajalo zavetje grškim, rimskim, bizantinskim, osmanskim in drugim ladjam.

## Opis
Zlati rog je poplavljeno prazgodovinsko rečno ustje reke Alibey in Kağıthane. Dolg je 7,5 km in na najširšem delu širok 750 m. Njegova največja globina je na stiku z Bosporskim prelivom in meri okoli 35 m. Preko njega je zgrajenih več mostov: 
- Most Zlati rog (Haliç Köprüsü), dokončan leta 1974, ki povezuje soseski Sütlüce in Defterdar
- Most Eski Galata (dobesedno Stari most Galata), danes neaktiven, ki je nekoč povezoval soseski Karaköy in Eminönü v spodnjem toku, vendar je bil razstavljen in preseljen gorvodno med Ayvansaray in Keçeci Piri po veliki škodi leta 1992 zaradi požara, ki je izviral iz kuhinja ene od restavracij, ki se nahaja na spodnji ravni mostu. Prvotno iz leta 1912 se danes upokojena zgradba ne uporablja več za promet vozil ali pešcev, ampak deluje kot sezonska razstava na prostem in prostor za prireditve, pritrjen na park Haliç.
- Atatürkov most (Atatürk Köprüsü), znan tudi kot most Unkapanı, dokončan leta 1940, ki povezuje Kasımpaşo in Unkapanı
- Most podzemne železnice Golden Horn, železniški prehod za pešce, dokončan leta 2014, ki podaljšuje linijo podzemne železnice M2 istanbulske podzemne železnice čez Zlati rog
- Galatski most (Galata Köprüsü) (njegova peta inkarnacija, dokončana leta 1994), med Karaköyjem in Eminönüjem

## Zgodovina
Arheološki zapisi kažejo pomembno prisotnost v mestu na in okoli Zlatega roga, ki sega vsaj v 7. stoletje pred našim štetjem, manjša naselja pa segajo že v 6700 pred našim štetjem, kar potrjujejo nedavna odkritja starih pristanišč, skladišč in flot trgovskih ladij odkrita med gradbenimi deli podzemne postaje Yenikapı in projekta predora Marmaray.
Dejansko je globoko naravno pristanišče, ki ga nudi Zlati rog, vedno predstavljalo veliko gospodarsko privlačnost in strateško vojaško prednost prebivalcev tega območja. Vzhodno rimsko cesarstvo je na vrhu obstoječega mesta Bizanca ustanovilo Novi Rim, da bi izkoristilo enake ugodnosti, kot so to storili ustanovitelji prihodnjega mesta Konstantinopla in njegovega sedanjega naslednika Carigrada.
V Bizantinskem cesarstvu je bil Zlati rog njegovo glavno pomorsko pristanišče. Ob južni obali zaliva je bilo obzidje, ki je ščitilo Konstantinopel pred napadi z morja. Na vhodu v zaliv je bila debela veriga, razpeta med Konstantinoplom na jugu in Starim galatskim stolpom na severu, ki je preprečevala vstop neželenim ladjam. Stari galatski stolp je bil med četrto križarsko vojno leta 1204 večinoma uničen. Genovežani so na griču v njegovi bližini leta 1348 zgradili nov Galatski stolp in ga imenovali Christea Turris (Kristusov stolp).
Verigo preko Zlatega roga so zlomili ali obšli samo trikrat. V 10. stoletju so Kijevski Rusi svoje dolge ladje privlekli iz Bosporja preko Galate in jih ponovno splovili v Zlatem rogu. Bizantinci so se pred njihovim napadom ubranili z grškim ognjem. Leta 1204 so med četrto križarsko vojno verigo z ovnom zlomile beneške ladje. Leta 1453 sultan Mehmedu II. ni uspelo na silo pretrgati verige, zato je uporabil enako taktiko kot Rusi: ladje je na namaščenih brunih privlekel iz Bosporja v Zlati rog. 
Po padcu Konstantinopla leta 1453 je Mehmed II. začel v četrti Fanar (sedaj Fener) ob Zlatem rogu naseljevati etnične Grke, medtem ko so četrt Balat, tako kot v bizantinskih časih, še vedno naseljevali Judje. Sedaj sta poseljena oba bregova zaliva. Ob njem so istanbulska gospodarska zbornica in muslimansko, judovsko in krščansko pokopališče. Zaliv je bil do 1980. let onesnažen z industrijskimi odplakami, sedaj pa je dokaj čist in predstavlja eno od istanbulskih turističnih zanimivosti.

## Leonardov most
Leta 1502 je Leonardo da Vinci naredil osnutek enoločnega mostu preko Zlatega roga z razponom 240 m, ki je bil del projekta sultana Bajazida II. za preureditev mesta. Leonardove risbe in opombe v zvezi s tem mostom so razstavljene v Museo della Scienza e della Tecnologia v Milanu v Italiji.
Leta 2001 so Leonardovo idejo oživili v bližini kraja Ås na Norveškem, kjer je Vebjørn Sand zgradil majhno brv za pešce.